# Algemeene-SS Vlaanderen

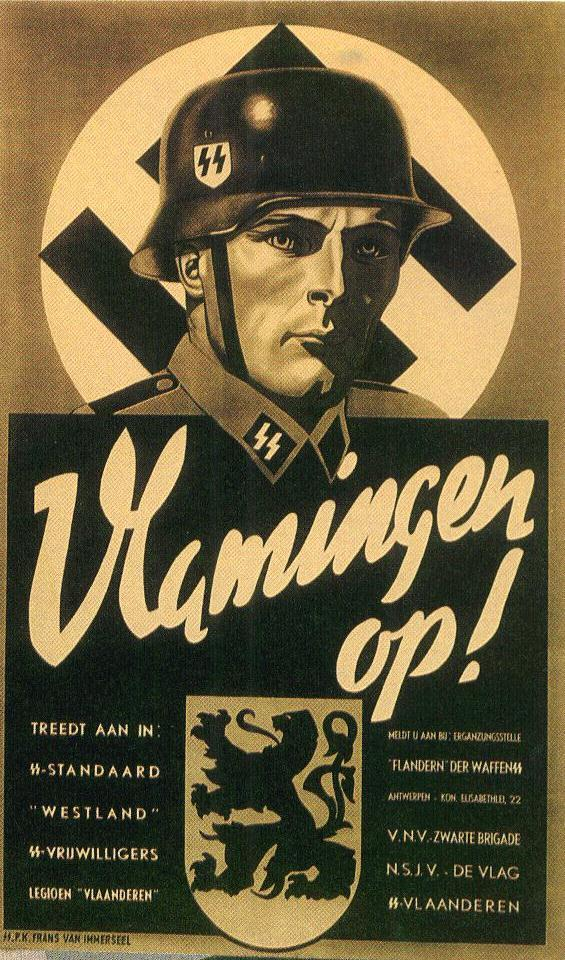
Plakat rekrutacyjny

Algemeene SS Vlaanderen (inne nazwy nid. Algemeene SchutScharen Vlaandren, Vlaamsche SS, SS-Vlaanderen) – formacja belgijskich Flamandów hitlerowskiego Allgemeine SS w okresie II wojny światowej.

## Historia
Flamandzkie SS zostało utworzone we wrześniu 1940 r. Nie wchodziło ono w skład żadnej lokalnej partii faszystowskiej, lecz było odrębną formacją. Na jego czele od 7 grudnia 1940 do 10 maja 1941 stał SS-Hauptsturmführer René Lagrou. Po jego wyjeździe na front wschodni nowym dowódcą został SS-Hauptsturmführer Jef de Langhe.
W sierpniu 1942 r. wszyscy członkowie powyżej 35. roku życia zostali przeniesieni do formacji pod nazwą SS-Militie, którą wkrótce przemianowano na Vlaanderen-Korps. Prawdopodobnie był on używany jako rezerwowa formacja. W październiku 1942 r. flamandzkie SS dostało nową nazwę – Germaansche SS Vlaanderen. W maju 1944 r. połączyło się z inną kolaborancką organizacją DeVlag (Vlaamsch-Duitsche Arbeidsgemeenschap).

## Organizacja
Struktura flamandzkiego SS składała się z następujących jednostek: największymi były Standaarden (odpowiednik pułku w wojsku), następnie Stormen, Troepen i Groepen.
Formacja była zorganizowana w 1. Standaard der Germaansche SS in Vlaanderen, którego pododdziałami były:
- Stormban I Antwerpen,
- Stormban II Oost-Vlaanderen,
- Stormban III West-Vlaanderen,
- Stormban IV Braband.

Organizacją filialną wobec flamandzkiego SS było Beschermende Leben.